# 佐保川
佐保川（さほがわ）は、大和川水系の支流。奈良県北部の奈良市・大和郡山市を流れる一級河川である。

## 地理

川路聖謨が奈良奉行時代に整備させたと伝わる川路桜（右）

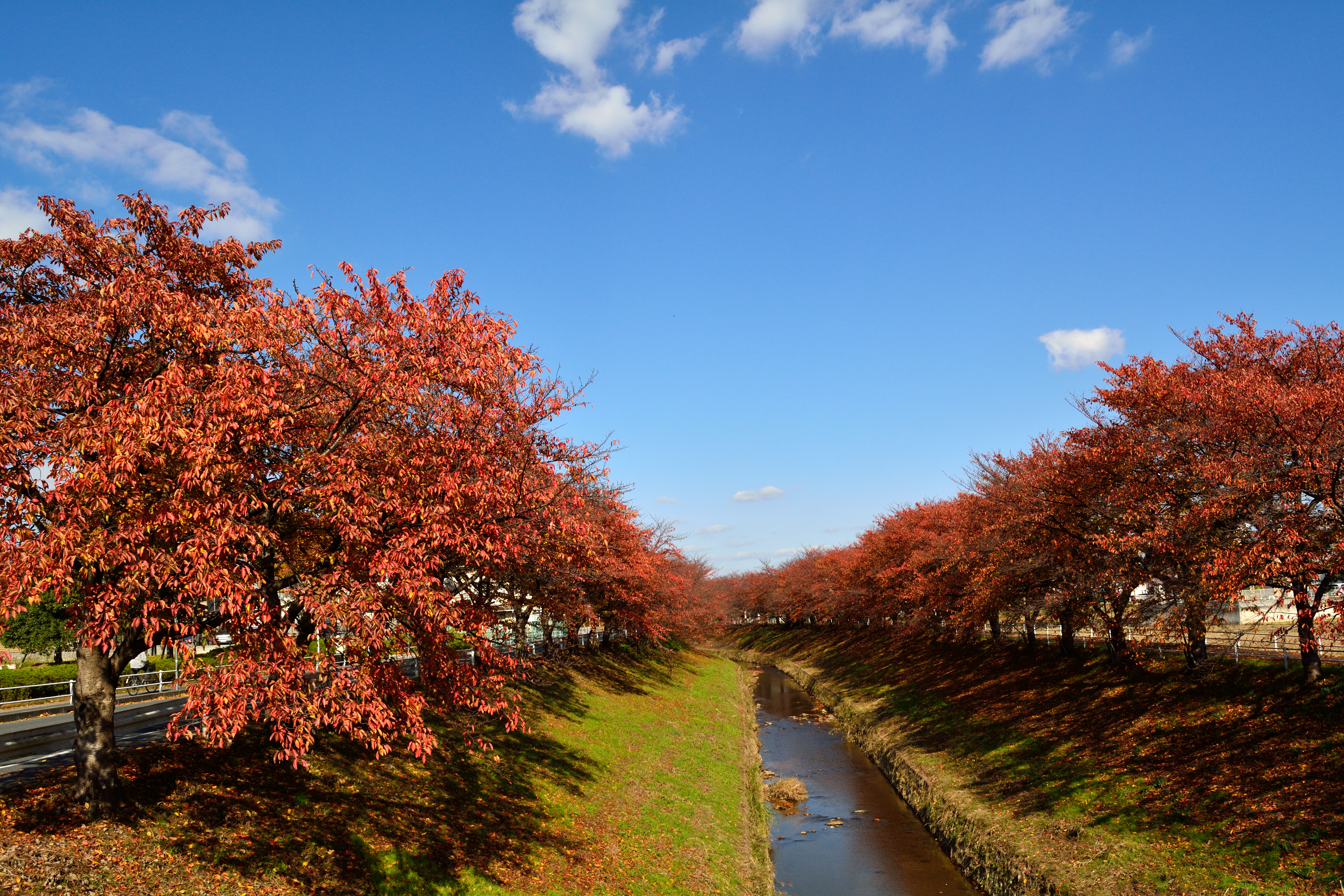
奈良市恋の窪町付近を流れる秋の佐保川

春日山原始林のある花山と芳山の間、奈良市石切峠付近に発し、三笠温泉郷のある若草山を回り込むように流れ、奈良市街北部を西に貫流する。さらに奈良市役所の手前付近から南流に転じ、大和郡山市を経て奈良県浄化センター付近で大和川（初瀬川）に注ぐ。流域面積は129km²（大和川流域の約12%）、流路延長は約19kmである。
源流部の最奥には鶯の滝（高さ10m）がある。
古代には陰陽道の思想から都（平城京）の東を流れる青龍として位置づけられていた。江戸時代には「南都八景」の一つとして「佐保川の蛍」が挙げられていた。
奈良市内を流れる佐保川中流の堤には両側に古くから桜並木があり、春になると花見客が訪れて賑わう。3月末から4月初頭まで上流部のJR佐保川鉄橋から船橋商店街まで「佐保川・川路桜まつり」が開催される（なお佐保川大宮橋周辺からJR佐保川鉄橋までの23年間開催されていた「佐保川桜まつり燈火会」は2023年から開催されず終了となった）。

## 流域の自治体
奈良県
奈良市、大和郡山市

## 主な支流
- 岩井川
奈良市白毫寺の高円山東側に発し、能登川を合わせた後、奈良市八条で佐保川に注ぐ[1]。
- 秋篠川
大和郡山市観音寺で佐保川に注ぐ[1]。
- 菩提仙川
奈良市北椿尾の城山付近及び菩提山北端の鉢伏峠付近に発し、天理市北部を流れ、大和郡山市番条で佐保川に注ぐ[1]。
- 高瀬川
天理市福住の桜峠付近に発し、大和郡山市伊豆七条で佐保川に注ぐ[1]。

## 文化
佐保川は奈良市街近くを流れることから、古来詩歌に詠まれることも多かった。
- 佐保河の小石ふみ渡りぬばたまの 黒馬の来る夜は年にもあらぬか（大伴坂上郎女、万葉集）
- 佐保川の水を塞きあげて植ゑし田を 刈る早飯は独りなるべし（上の句：尼／下の句：大伴家持、万葉集） …最古の連歌とされる。
- 見渡せば佐保の河原にくりかけて 風によらるゝ青柳の糸（西行法師、山家集）